# Interdiction de flâner
 (mai 2025).
Sur quelques territoires, il est interdit de flâner dans certaines circonstances.[évasif]

## Interdiction
Dans quelques pays, les administrations locales peuvent interdire que l'on flâne. Cette interdiction est particulièrement fréquente aux États-Unis, au Canada et en Australie.

## Questions juridiques au Canada et aux États-Unis

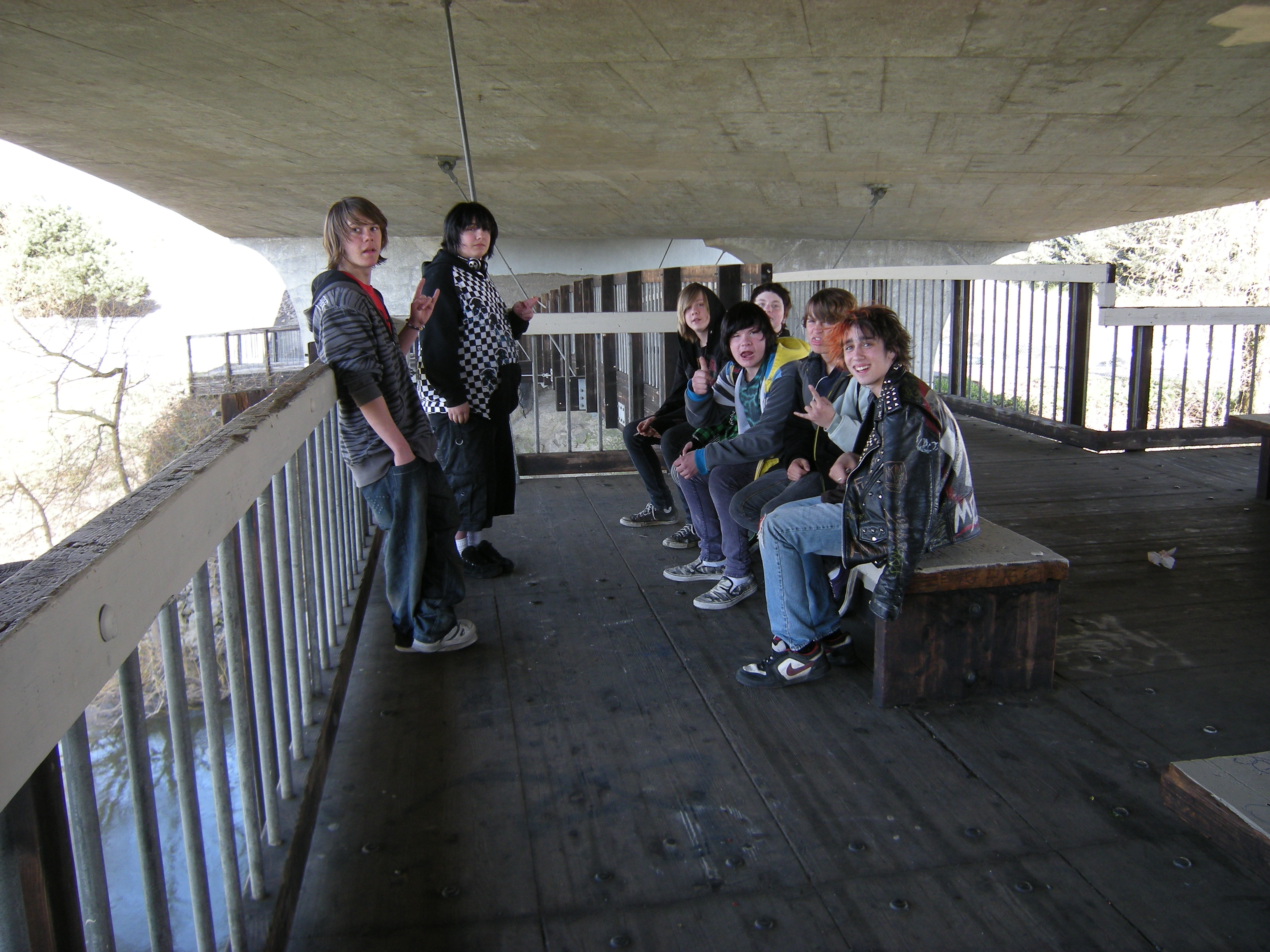
Groupe d'adolescents à Kent (Washington).

La mesure dans laquelle la police est habilitée à arrêter les flâneurs varie selon les localités ; la limitation de ce pouvoir découle parfois d'une crainte de profilage racial.
Au Canada, est coupable d'une infraction punissable sur déclaration de culpabilité par procédure sommaire quiconque flâne dans certaines circonstances, et notamment quiconque commet un acte de vagabondage, c'est-à-dire toute personne qui, ayant été déclarée coupable d'une infraction à caractère sexuel est trouvée flânant sur un terrain d’école, un terrain de jeu, un parc public ou une zone publique où l’on peut se baigner ou à proximité de ces endroits. Dans l'affaire R. c. Heywood, où le ministère public visait à faire rétablir un verdict de culpabilité pour acte de vagabondage, la Cour suprême a rejeté le pourvoi après avoir disposé à cinq voix contre quatre que l'article 179 du Code criminel sur l'acte de vagabondage ne limitait pas de manière raisonnable l'un des droits de l'intimé conférés par la Charte des droits et libertés du Canada.
Il n'est pas illégal de flâner dans un lieu public (à moins de violer un autre texte de loi en racolant, en mendiant, en consommant des boissons alcooliques en public, etc.). Il est généralement illégal de flâner à des fins de prostitution dans l'ensemble des États-Unis.
En 1992, la ville de Chicago a adopté un règlement anti-flânerie (Chicago Municipal Code 8-4-015 [1992]) pour restreindre les activités de gang, et notamment les crimes violents et le trafic de drogues. Ce règlement, qui définissait « flâner » en ces termes : « rester à un endroit sans but apparent », permettait aux agents de police de disperser les personnes qui flânaient et prévoyait une amende, l'emprisonnement, le service communautaire ou plusieurs de ces peines en cas de désobéissance. La Cour suprême des États-Unis l'a jugé inconstitutionnel (Chicago c. Morales, 527 U.S.  41 (1999)) parce qu'il était trop vague et n'indiquait pas clairement aux citoyens ce qu'était une conduite acceptable. En 2000, la ville a adopté une nouvelle version de ce règlement pour éliminer les éléments anticonstitutionnels. Elle définissait alors « flâner » en ces termes : « rester à un endroit dans des circonstances qui donnent des motifs raisonnables de croire que le but ou l'effet de ce comportement est de permettre à un gang de rue de devenir maître de secteurs définissables, de cacher des activités illégales ou d'empêcher autrui, par voie d'intimidation, d'y entrer ».
À Portland (Oregon), diverses mesures ont été prises pour s'attaquer à la flânerie et aux problèmes connexes.

## Australie
Dans l'Australie-Méridionale, l'agent de police peut ordonner à quiconque flâne dans un lieu public ou à tout groupe qui y est assemblé de cesser de flâner (en d'autres termes, de quitter l'endroit) ou de se disperser s'il a des motifs raisonnables de croire : qu'une infraction a été commise ou est sur le point d'être commise par l'une de ces personnes ou par une autre située à proximité ; qu'on a troublé la paix, qu'on la trouble ou qu'on est sur le point de le faire dans le voisinage de la personne ou du groupe ; que la présence de la personne, du groupe ou d'autres personnes situées à proximité gêne ou est sur le point de gêner la circulation des piétons ou des véhicules ; que la sécurité d'une personne est compromise aux alentours. La personne qui n'obtempère pas commet une infraction passible d'une amende maximale de 12 500 $ ou d'une peine d'emprisonnement maximale de trois mois.